# ショパール
ショパール（Chopard ）はスイスの高級時計、宝飾品ブランド。

## 概要
1860年にルイ・ユリス・ショパール（Louis-Ulysse Chopard ）がスイスに設立した。現在はジュネーヴに本社を置くほか、 ドイツのフォルツハイムに工房を置く。ダイヤモンドをあしらった特徴的なデザインの「ハッピー・ダイヤモンド」シリーズのアクセサリーや時計、創業者の名前にちなんだ「L.U.C」シリーズの時計、さらにイタリアのクラシックカーレースである「ミッレミリア」の参加者のために作った同名の時計などが有名。

### 映画との関係
カンヌ国際映画祭のオフィシャル・パートナーとして同映画祭の最優秀作品賞（パルムドール）のトロフィーを作成している。

## 傘下ブランド

### 時計
- Ferdinand Berthoud （フェルディナン・ベルトゥー）